# Ex Deo Nascimur
Ex Deo Nascimur (vertaald uit het Latijn voor "God zijn wij geboren") is een christelijk geïnspireerde nieuwe religieuze beweging opgericht door de Belgische prediker Ludo Janssens. De volgelingen van Ex Deo Nascimur  geloven in "de goddelijke geboorte" van de mens met de oorsprong van de mens in de kosmische gebeurtenis.
Volgens een Belgische parlementaire onderzoekscommissie van 1998 legde Ludo Janssens de volgelingen vrij aanzienlijke financiële verplichtingen op, vooral in verband met de opbrengst van bepaalde erflatingen. Ex Deo Nascimur v.z.w. had commerciële activiteiten: verkoop in vergulde kruisen, kaarsen met opschriften, mineralen, bloemen en abonnementen op het tijdschrift Ex Deo Nascimur. Deze activiteiten vielen stil bij het overlijden van Ludo Janssens in 1992.